# Pterogoniopsis
Pterogoniopsis là một chi rêu trong họ Sematophyllaceae.